# 15 novembre 1914
Le dimanche 15 novembre 1914 est le 319e jour de l'année 1914.

## Naissances
- Alessandro Frigerio (mort le 10 janvier 1979), footballeur suisse
- Dona Drake (morte le 20 juin 1989), actrice américaine
- Edith Penrose (morte le 11 octobre 1996), économiste anglaise
- Erich Steidtmann (mort le 25 juillet 2010), officier de police de la SS
- Giuseppe Caprio (mort le 15 octobre 2005), prélat catholique
- Jorge Bolet (mort le 16 octobre 1990), musicien américain
- Philémon De Meersman (mort le 2 avril 2005), cycliste belge
- Santo Trafficante Junior (mort le 17 mars 1987), criminel américain
- V. R. Krishna Iyer (mort le 4 décembre 2014), juriste indien
- Vladimir Lotarev (mort le 20 juillet 1994), constructeur soviétique de moteurs d'avions
- Yu Qiuli (mort le 3 février 1999), personnalité politique chinois

## Décès
- Sattar Khan (né le 20 octobre 1868), homme politique iranien

## Événements
- Mêlée des Flandres. Victoire des armées françaises, britanniques et belge autour d’Ypres et de Dixmude.
- Ouverture de la gare de Shin-Ōkubo à Tokyo
- Création du quotidien fasciste italien Il Popolo d'Italia